# Fábrica Nacional de Moneda y Timbre

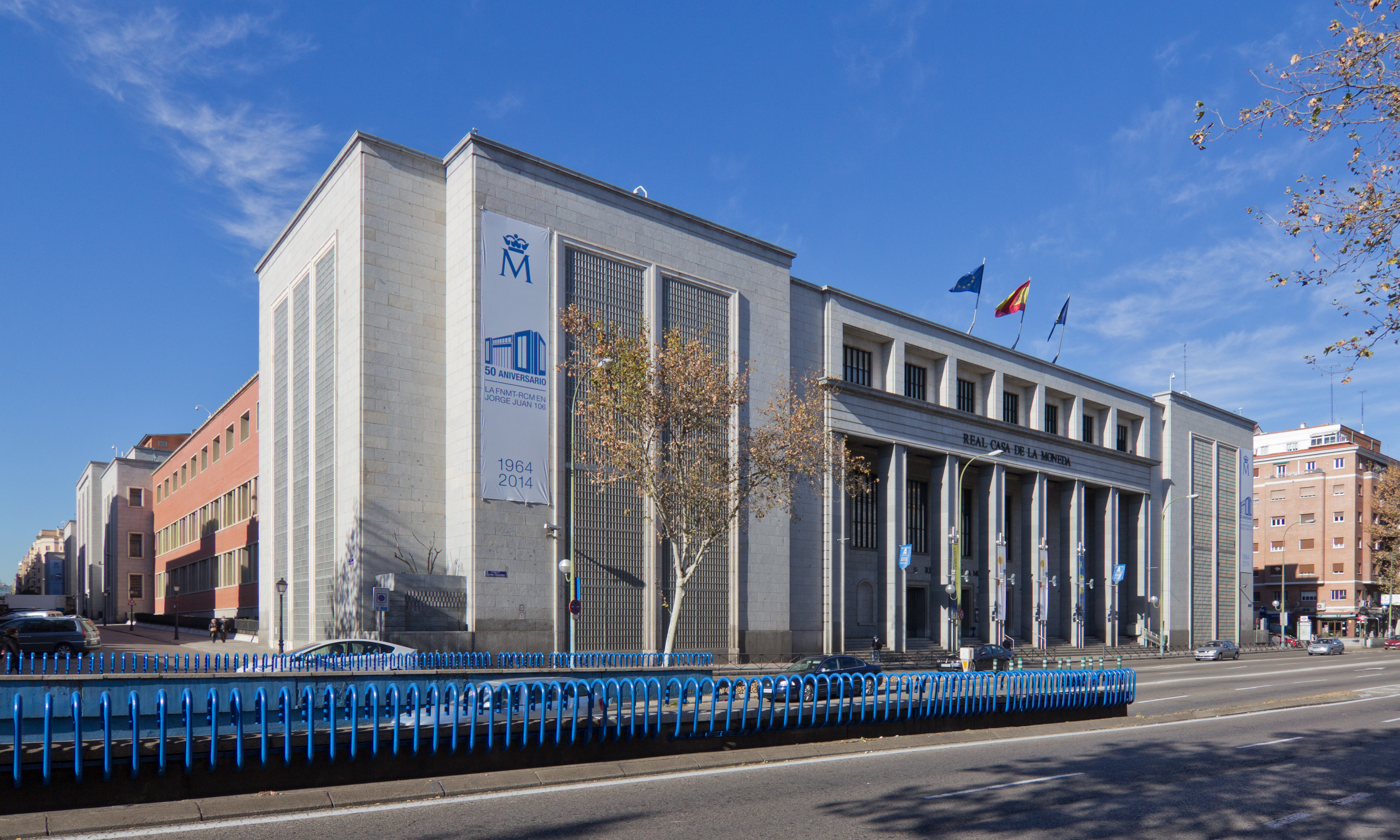
FNMT

De Fábrica Nacional de Moneda y Timbre (FNMT), voluit Fábrica Nacional de Moneda y Timbre-Real Casa de la Moneda (FNMT-RCM), is het munthuis en de staatsdrukkerij (postzegels, bankbiljetten) van Spanje. De Spaanse euromunten worden door FNMT geslagen. 
Sinds koning Filips V van Spanje werd het slaan van munten gemonopoliseerd en sinds 1869 worden Spaanse munten (Spaanse peseta en later Spaanse euromunten) enkel nog in Madrid geslagen. In 1893 fuseerden de Munt Casa de la Moneda en de postzegeldrukkerij Fábrica del Sello, beide gevestigd aan het Plaza de Colón.

## Varia
- Een zeer uitgebreide numismatische collectie met onder andere de Spaanse munten en bankbiljetten wordt tentoongesteld in het Museo Casa de la Moneda  op de tweede etage van het gebouw van FNMT.
- De televisieserie La casa de papel draait om een overval op de drukkerij.
- De Spaanse eurobankbiljetten worden gedrukt in Burgos.